# Hans-Peter Kaltschmitt
Hans-Peter Kaltschmitt ist ein ehemaliger deutscher Basketballspieler. Der Aufbauspieler wurde mit dem USC Heidelberg 1977 deutscher Meister.

## Laufbahn
1973 und 1974 nahm Kaltschmitt mit der bundesdeutschen Kadetten- beziehungsweise Juniorennationalmannschaft an den Europameisterschaften teil.
1973 rückte er von der Jugend in die Herrenmannschaft des USC Heidelberg auf und wurde in seinem ersten Jahr mit der Mannschaft deutscher Vizemeister. Im Spieljahr 1974/75 wurde Kaltschmitt, der in Heidelberg den Spitznamen Lukas trug, mit dem USC abermals Zweiter in der Basketball-Bundesliga. 1977 gewann der Aufbauspieler mit den Heidelbergern den deutschen Meistertitel und holte ebenso den Sieg im DBB-Pokal. 1978 folgten Vizemeisterschaft und Pokalsieg.
1980 stieg Kaltschmitt mit dem USC in die 2. Basketball-Bundesliga ab, um im nächsten Jahr prompt den Wiederaufstieg zu schaffen. In der Bundesliga verpasste Kaltschmitt mit Heidelberg in der Saison 1981/82 jedoch den Klassenerhalt. Erneut ging es postwendend wieder in die höchste deutsche Liga zurück, er führte den USC 1983 als Kapitän zum Wiederaufstieg in die Bundesliga. 1985 ereilte Kaltschmitt und seine Heidelberger der abermalige Bundesliga-Abstieg, anschließend zog er sich aus der Bundesliga zurück und spielte noch unterklassig für die TG Sandhausen.